# Kommissarin Lucas – Spurlos
Spurlos ist ein Film des ZDF, der Teil der Serie Kommissarin Lucas ist. Thomas Berger führte Regie bei dem 2010 ausgestrahlten Fernsehfilm. In ihrem zwölften Fall wird  Kommissarin Lucas (Ulrike Kriener) mit der Entführung einer jungen Frau konfrontiert, die man während einer Geiselnahme in einem Café vermutete, die jedoch spurlos verschwunden bleibt. Die Gastrollen in dieser Folge sind mit Birge Schade, Michael Fitz und Amelie Kiefer sowie Anja Kling und Mark Waschke besetzt. 

## Handlung
Kriminalhauptkommissarin Ellen Lucas wird zu einem Tatort gerufen. In einem Café hat sich Klaus Hartmann verschanzt, der die anwesenden Gäste bedroht. Er hadert nicht nur mit seiner ausweglosen finanziellen Situation, für die er vor allem die Banken verantwortlich macht. Der Kommissarin gelingt es, die Situation zügig in den Griff zu bekommen, sodass Hartmann kurz darauf festgenommen werden kann. Nachdem alle das Café verlassen haben, taucht Christel Huber auf, die auf der Suche nach ihrer Tochter Anna ist, und eigentlich im Café hätte sein müssen. Ihre Handyanrufe bleiben unbeantwortet. Anna war in der Tat mit ihrer besten Freundin Bella im Café verabredet, wie diese bestätigt, ist aber nicht erschienen. Bella erzählt auch, dass Anna vorgehabt habe, eine Reise zusammen mit ihrem neuen Freund anzutreten. Außerdem habe sie sich von ihrer Mutter zu sehr bevormundet gefühlt, und sich daran gestört, dass es dieser so überaus wichtig sei, was die Leute über sie denken.   
Julia Brandl, die Lucas neu zugeteilte Kollegin, erfährt von einem Bauern, dass er gesehen habe, wie Anna in einen roten Kleinwagen gestiegen sei. Die Beamten schließen nicht aus, dass ihr Vater Heinz etwas mit der Entführung zu tun hat. In Betracht kommt auch Annas früherer Freund Ralph Remberg, mit dem sie immer noch Kontakt hat. Angeblich hat er sein Handy verloren. Er arbeitet dem Politiker Jan Geissler als einer seiner Wahlkampfhelfer zu. In der Zeitung wird berichtet, dass Geissler und die renommierte Fotografin Sylvia Hohenfeld ihre Hochzeit bekanntgeben. Als Anna in ihrem vom Entführer verriegelten Versteck ein Exemplar dieser Zeitung zugespielt bekommt und die Meldung liest, zerreißt sie die Seite und weint. 
Für die Ermittler stellt sich außerdem die Frage, ob Remberg sein Handy an Geissler weitergegeben hat, damit dieser darüber Kontakt mit der Verschwundenen halten konnte, um sein Risiko, dass bekannt wird, dass er ein Verhältnis mit Anna hat, dadurch zu minimieren. 
Als Vater Huber mit dem Verdacht konfrontiert wird, dass er sich an seiner eigenen Tochter vergangen haben könnte, ist er fassungslos. Er erzählt, dass er ein gutes Verhältnis zu Anna habe. Er habe ihr vor zwei Jahren auch bei einem Schwangerschaftsabbruch zu Seite gestanden und gewusst, dass sie ein Verhältnis mit Geissler eingegangen ist. Frau Huber wusste von alldem nichts. Anna hatte ihrem Vater das Versprechen abgenommen, ihrer Mutter nichts davon zu erzählen. Auch Sylvia Hohenfeld, mit der Lucas sich unterhält, wusste vom Verhältnis ihres zukünftigen Mannes. 
Anna muss sich zur selben Zeit einen Vortrag ihres Entführers anhören, dass Menschen sich aneinander gewöhnen könnten, dass es sogar möglich sei, ein Liebesverhältnis aufzubauen. Das werde auch bei ihnen beiden eines Tages so sein. Den „Schönschwätzer“ müsse sie vergessen, der meine es nicht gut mit ihr. Anna kennt den Mann, der sie entführt hat, es ist ein Nachbar, der Apothekengehilfe Franz Kerner.
Inzwischen sind auch Lucas und ihre Leute auf der Spur des Mannes, der einen blauen Wagen fährt, da sich herausgestellt hat, dass ein entgegenkommender Busfahrer genau das beobachtet hat. Unter einem Vorwand verschafft sich die Kommissarin zusammen mit ihrem Kollegen Leander Blohm Zugang zum Haus Kerners, wobei Lucas es zudem noch schafft, Julia Brandl unbemerkt ins Haus zu lassen, damit sie sich dort umsehen kann. Das Ergebnis ist negativ allerdings ergibt eine Untersuchung, dass die von Brandl sichergestellte  DNA mit der auf Annas Handy übereinstimmt. Während der weiteren Überwachung des Hauses Kerner kommt es durch das Dazwischentreten von Herrn Huber dazu, dass Kerner mitbekommt, dass sein Haus überwacht wird. Hektisch zieht er daraufhin zwei Spritzen auf und geht zu seiner Gefangenen. 
Als die Ermittler ins Haus eindringen, können sie im Keller nichts finden. Dann jedoch stellt Lucas fest, dass sich hinter einer Wand ein Hohlraum befinden muss. Ihre Suche bringt eine Tür zum Vorschein. Als sie diese aufstoßen, finden sie Kerner, der kaum noch bei Bewusstsein ist, auf einem Bett sitzend vor. Er stammelt immer wieder, er habe Anna sehr geliebt. Kurz darauf stirbt er. Anna hat er gehen lassen. Sie sitzt im Bus und schickt ihren Eltern über ein ausgeliehenes Handy eine Nachricht.

## Produktion

### Produktionsnotizen, Veröffentlichung
Spurlos wurde vom 12. Oktober bis zum 17. Dezember 2009 in Regensburg sowie in München und Umgebung gedreht.
Spurlos wurde am 1. Mai 2010 zur Hauptsendezeit im ZDF erstausgestrahlt.
Die Folge wurde am 16. September 2016 vom Studio Hamburg Enterprises auf DVD herausgegeben zusammen mit fünf weiteren Fällen der Serie.

### Privates der Kommissare
Ellen Lucas Schwester Rike und ihr Vermieter Max begeben sich gemeinsam auf eine Pilgerreise. Lucas Vorgesetzter, Dienststellenleiter Boris Noethen, hat Probleme und scheint zu trinken, will darüber aber nicht mit Ellen sprechen. Erst einige Zeit später vertraut er ihr an, dass er schwere Probleme mit seinen Ohren habe, zu viel oder zu wenig Flüssigkeit sei die Ursache, das bewirke, dass er sich manchmal stundenlang nicht auf den Beinen halten könne. Als er Lucas fragt, ob sie mit der neuen Kollegin Julia Brandl zurechtkommen werde, bestätigt sie das mit einem Lächeln.

## Rezeption

### Einschaltquote
Der Film wurde bei seiner Erstausstrahlung im ZDF von 6,87 Mio. Menschen verfolgt, der Marktanteil lag bei 22,9 Prozent. 

### Kritik
Rainer Tittelbach von tittelbach.tv war voll des Lobes für den Film und führte aus, dass ‚Spurlos‘ „höchsten Krimiansprüchen“ standhalte. „Der Film von Thomas Berger [sei] wendungsreich, spannend und [fange] im ermittelnden Vorbeigehen viel von den Lebensverhältnissen und der Atmosphäre in und um das kreuzbrave Städtchen ein. Perfect [sei] diese ‚Lucas‘-Episode vor allem darin, wie sie die Psychologie der Figuren dramaturgisch binde[].“ Abschließend hieß es: „Die gemeinsame Stärke von Ellen Lucas, von Autor-Regisseur Thomas Berger und der Reihe ‚Kommissarin Lucas‘ besteht darin, dass sie die Sprache als Werkzeug ernst nehmen und dass die Dialoge mehr als nur Lippenbekenntnisse sind. Die dramaturgische Logistik der Filme orientiert sich stets am Denken und an der Haltung der Heldin. Für ‚Spurlos‘ gilt das im Besonderen: Es ist ein Meisterwerk der Interaktion. Und auch der Zuschauer wird dabei nicht vergessen: wunderbare Szenen entlassen ihn aus dem Film mit einem glücklichen Seufzer.“
Auch Kino.de lobte die Reihe und befand, dass sie „ein ausgezeichnetes Beispiel dafür [sei], wie man Geschichten auf verschiedenen Ebene erzähl[e]“. Einerseits gebe es die „fortlaufende Rahmenhandlung, in der sich die Hauptfigur kaum merklich fortentwick[le]“; andererseits gebe es „die Konfrontation mit konkreten Herausforderungen, bei Krimis naturgemäß die zu lösenden Fälle“.
Harald Suerland von den Westfälischen Nachrichten fand, dass die Spannung gehalten habe und „auf Ulrike Krieners facettenreich gespielte Kommissarin Lucas und ihre Fälle […] ebenso Verlass [sei], wie auf ihr wunderbar heterogenes Team einschließlich der neuen Kollegin.“ Als Vorzug empfand es der Kritiker, dass für Lucas’ Schwester Rike (Anke Engelke) und Nervensäge Max (Tilo Prückner) diesmal nur eine winzige Nebenrolle geblieben sei.

„[…] Einmal mehr vermischen sich Provinz und familiäre Abgründe zu einer unheilvollen Einheit und bilden den Hintergrund für eine weitere Krimifolge mit bayerischem Lokalkolorit.“

„[…] Gute Vorortstudie.“